# Fraret atlàntic
El fraret atlàntic, canet atlàntic o, a Mallorca, cadafet (Fratercula arctica) és un ocell marí de la família dels àlcids (Alcidae) que viu a l'Atlàntic septentrional. Hom s'hi refereix sovint simplement com a fraret.

## Morfologia
- Fa 26–29 cm de llargària, amb una envergadura de 47–63 cm, essent els mascles majors que les femelles.
- Els adults en estiu són negres per sobre i blancs per sota. Capell, clatell i coll negres. Galtes i barbeta blancs. Llista fosca des d l'ull cap arrere. Bec cobert per una funda triangular acolorida i comprimida lateralment, amb bandes verticals, blau a la base i vermell a la punta, creuat per bandes grogues. Anell ocular i potes de color vermell.
- Fora de l'època de cria les galtes esdevenen grises, es perd la part basal de la funda del bec, que ara sembla més petit i groc.
- Els joves són semblants als adults en hivern.

## Ecologia
Els frarets poden viure fins als 40 anys, un ocell anellat a Noruega va ser trobat depredat quan tenia 40 anys i 10 mesos.

## Hàbitat i distribució
Ocell d'hàbits pelàgics i costaners, cria a altes latituds a les costes de l'oceà Atlàntic i la part adjacent de l'Àrtic. Pon els ous a turons rocallosos i caus des de Groenlàndia, Islàndia, illes Fèroe, Spitsbergen, l'illa de l'Ós i Nova Terra cap al sud fins a les Illes Britàniques, nord-oest de França, nord d'Escandinàvia i nord-oest de Rússia. En Amèrica des de Labrador cap al sud fins al sud-est de Quebec, Terranova, sud-oest de Nova Brunswick i altres illes. A l'hivern alguns es dispersen cap al sud, arribant fins a la Mediterrània, podent ser observats mar endins a l'altura dels Països Catalans.